# 장수 합미성
장수 합미성(長水 合米城)은 대한민국 전북특별자치도 장수군 장수읍, 해발 800m의 산능선 정상에 자리하고 있는 산성이다. 1985년 8월 16일 전북특별자치도 기념물 제75호로 지정되었다. 이 성은 후백제 때 축성된 것으로 팔공산에서 남쪽으로 뻗어내린 해발 800m 정도 되는 능선의 정상에 자리하며 장수읍에서 산서면 소재지로 넘어가는 작고개에 있다.

## 개요
전라북도 장수군 장수읍 해발 800m의 산능선 정상에 자리하고 있는 산성이다. 합미성이란 이름은 후백제 때 성에 주둔한 군사들이 먹을 식량을 모았다하여 붙여진 것이라 하는데, 당시 군사들이 쓸 물을 땅속으로 보내던 수로관 시설이 현재까지 남아 있다. 성의 둘레는 970척(320m)이며, 높이는 바깥쪽이 15척(4.6m), 안쪽이 5척(1.6m)이다. 현재 대부분의 성벽은 무너져 내린 상태이며, 다만 북서쪽과 남쪽의 일부 성벽만이 비교적 온전하게 남아 있다.
이 수군(守軍)터는 와전되어 오늘날에는 쑤구머리로 전해지고 있다. 성터에서 3km쯤 떨어진 곳에 신무산이 있는데, 이곳에 허수아비로 군사를 만들어 적군이 합미성으로 오지 않고, 신무산으로 유인하여 적을 무찔렀다고 한다. 지금도 성터가 남아있으며, 몇 해 전까지만 해도 땅속을 파보면 불탄 쌀이 나왔다고 전해진다.

## 발굴조사

### 1차 발굴조사
2014년 1차 발굴조사 결과 가야계 유물, 후백제계 유물 등이 출토됐으며 성벽의 축조방법이나 보존상태가 양호하다고 판명되었다.

### 2차 발굴조사
2016년 5월 25일 장수군은 2차 발굴조사에 앞서 개토제를 거행했다.

## 현지 안내문
합미성은 후백제(892~936) 때 돌로 쌓은 성으로, 둘레는 약 300m, 성벽의 높이는 안쪽이 4.5m, 바깥 쪽이 1.5m 정도이다. 합미성이라는 이름도 성안에 군량을 보관하였다고 하여 붙여진 이름이다. 오랜 세월이 흐르는 동안 대부분의 성벽은 파괴되었고, 일부만이 남아 있을 뿐이다. 성에 주둔하던 군인들이 사용했다는 급수관 시설이 있었다고 하나 지금은 찾아볼 수 없다. 사람들은 합미성이 위치한 이 지역을 "수꾸머리"라고 부르는데, 이는 군사가 주둔했던 곳, 즉 수군지(守軍址)라는 말에서 유래된 것이다.

## 참고 자료
- 장수 합미성 - 국가유산청 국가유산포털